# Tellervo myrsilos
Tellervo myrsilos är en fjärilsart som beskrevs av Hans Fruhstorfer 1910. Tellervo myrsilos ingår i släktet Tellervo och familjen praktfjärilar. Inga underarter finns listade i Catalogue of Life.